# Tatiana Baramziná
Tatiana Nikoláyevna Baramziná (en ruso: Татья́на Никола́евна Барамзина́, Glázov, RSFS de Rusia, 19 de diciembre de 1919 - Smaliavichy, Unión Soviética, 5 de julio de 1944) fue una francotiradora soviética y operadora de teléfonos en la Segunda Guerra Mundial que recibió póstumamente el título de Héroe de la Unión Soviética el 24 de marzo de 1945 por su autosacrificio en un intento de defender a los soldados heridos del Ejército Rojo.
Durante la Gran Guerra Patria, se graduó de la Escuela Central de Francotiradores de Mujeres y desde abril de 1944 luchó en el Tercer Frente Bielorruso y neutralizó a 16 soldados enemigos. Debido a problemas de visión, fue reentrenada como operador telefónico. El 5 de julio de 1944, como parte del 3.º Batallón de Infantería del 252.° Regimiento de Fusileros (70.º División de Fusileros, 33.° Ejército, Tercer Frente Bielorruso) fue enviada a la retaguardia enemiga para capturar un cruce de carreteras y mantenerlo hasta la llegada de las fuerzas principales. Sin embargo, durante la marcha, el batallón encontró fuerzas enemigas muy superiores y fue derrotado siendo capturada y brutalmente asesinada. Antes de su muerte, fue torturada durante mucho tiempo por lo que solo pudo ser identificada por los restos de su uniforme y por su cabello.

## Biografía

### Infancia y juventud
Tatiana Baramziná nació en la ciudad de Glázov en la gobernación de Viatka, en lo que entonces era la RSFS de Rusia (ahora en la República de Udmurtia) en el seno de una familia numerosa. Sus padres fueron Nikolái Makarovich Baramzin, un trabajador del ferrocarril que durante los años de la Nueva Política Económica (NPE) comenzó a vender pan «de acuerdo con la patente de la segunda categoría» y fue privado de sufragio, y su madre era Marfa Mitrofanovna, una ama de casa, que después de la muerte de su esposo, en 1928, comenzó a comerciar en lugar de su esposo.
En 1935, Tatiana se graduó del octavo grado de la escuela de su ciudad natal y comenzó a trabajar como profesora de geografía en distintas escuelas del raión de Glázov: entre 1936 y 1937, trabajó en una escuela en el pueblo de Verkh-Parzi (ahora Parzi), entre  1937 y 1938, enseñó en una escuela primaria en el pueblo de Omutnitsa y finalmente, entre 1938 y 1940, trabajó en una escuela de siete años en el pueblo de Kachkashur. En julio de 1939, se graduó en el Instituto Pedagógico Estatal de Glázov, donde se unió al Komsomol y se convirtió en miembro de la sociedad paramilitar OSOAVIAJIM, allí aprendió a disparar con un rifle. En agosto de 1940, ingresó en la Facultad de Geografía del Instituto Pedagógico Molotov (ahora la ciudad de Perm), sin embargo, debido a su difícil situación financiera, en febrero de 1941, se vio obligada a abandonar sus estudios y conseguir un trabajo como maestra en un jardín de infancia en el pueblo de Shpalny cerca de Perm.
Después del estallido de la Segunda Guerra Mundial, y cuando la Alemania nazi invadió la Unión Soviética, pidió ir al frente pero fue rechazada. Continuando sus estudios comenzó a trabajar como maestra en un jardín de niños para evacuados. Estudio cursos de enfermería por las noches mientras asistía al entrenamiento para convertirse en tiradora de primera clase.

### Segunda Guerra Mundial
En junio de 1943 se matriculó y fue enviada a la Escuela Central Femenina de Formación de Francotiradoras a las afueras de Moscú y al graduarse en abril de 1944, fue enviada al frente como parte de un grupo de 200 mujeres francotiradoras. Tatiana fue asignada a las filas del Frente Occidental como francotiradora y operadora telefónica. En sus primeros tres meses de combate ya había matado al menos a dieciséis soldados enemigos con un rifle de francotirador, mientras servía en el 3.er Batallón del 252.º Regimiento de Fusileros (70.ª División de Infantería, del 33.er Ejército).
El 5 de julio de 1944 fue reasignada a la asistencia para el personal herido, debido a su formación médica y enviada a la retaguardia del enemigo para llevar a cabo una misión de combate junto con su batallón el cual fue lanzado en paracaídas. Su cometido en esta misión era capturar, en la retaguardia enemiga, los cruces de carreteras y mantenerlos hasta la llegada de las fuerzas principales, el batallón fue lanzado cerca del pueblo de Pekalin en el raión de Smalyavichy del óblast de Minsk con la esperanza de bloquear la retirada de las fuerzas alemanas. Sin embargo, durante la marcha, el batallón encontró fuerzas enemigas muy superiores, por lo que en la subsiguiente escaramuza que estalló, antes de llegar al cruce de caminos, el batallón tuvo muchas bajas. Bajo el intenso fuego de la batalla que siguió ayudó a los heridos. Al ver la superioridad del enemigo, ordenó a los heridos que podían moverse que se retiraran al bosque y aquellos que no podían que se metieran en el refugio. De nuevo volvió a disparar y eliminó a veinte soldados nazis.
Una zanja que estaba siendo utilizada como refugio para mantener protegidos a los soldados soviéticos heridos fue retomada por las fuerzas alemanas y tras ser herida por fuego de artillería. Tatiana fue capturada y torturada durante mucho tiempo en un intento de obtener información. Le cortaron el cuerpo con una daga, le sacaron los ojos, le cortaron los pechos, le clavaron una bayoneta en el estómago y le dispararon en la cabeza con un arma antitanque de 88 mm. Fue identificada por los restos de su uniforme y su cabello.

## Legado

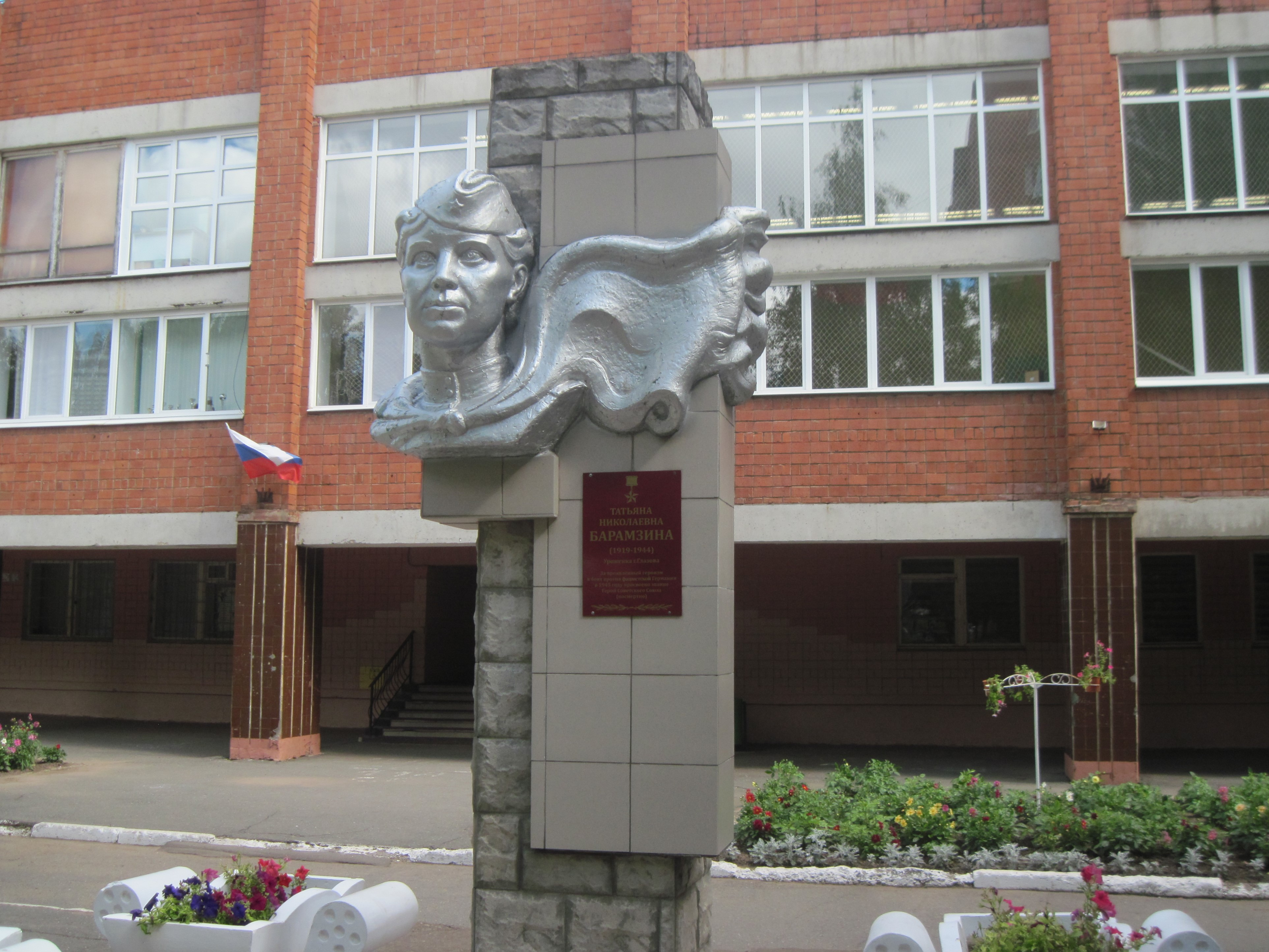
Busto de Tatiana Baramziná en la escuela n.º 53 de la ciudad de Izhevsk.

Un monumento en su memoria se erigió en el parque local de la ciudad de Glázov, en la calle Proletarskaya, donde Baramziná se había criado y el parque fue renombrado en su honor, así como las calles de Minsk y Izhevsk y fuera de la Escuela de Podolsk de Formación de Francotiradoras. El grupo de Jóvenes Pioneros en la escuela donde había enseñado también fue renombrado en memoria suya. Un diorama en el Museo estatal bielorruso de la Gran Guerra Patriótica representa su última resistencia.

### Listas relacionadas
- Lista de Heroínas de la Federación de Rusia
- Lista de Heroínas de la Unión Soviética